# Аеродром Краснојарск
Међународни аеродром Краснојарск (IATA: KJA, ICAO: UNKL) (рус. Международный аэропорт Красноярск) је аеродром која опслужује град Краснојарск, Русија. Налази се 37 километара северозападно од центра Краснојарска, и битан је аеродром у Краснојарском крају. На аеродрому су смештене базе КрасЕра и Сибавиатранса.
Отворен је 1980. године. Аеродром је једини у Сибиру који је у могућности да прими највеће авионе као што су Антонов Ан-225 и Ербас А380. У 2005. години, отворен је нови међународни терминал на аеродрому.

## Авио-компаније и одредишта
Следеће авио-компаније користе Аеродром Краснојарск (од децембра 2007):
- Аерофлот (Москва-Шереметјево)
- Домодедово ерлајнс (Москва-Домодедово)
- КрасЕр (Абакан, Барнаул, Благовесченск, Владивосток, Кемерово, Кузул, Магадан, Москва-Домодедово, Норилск, Омск, Пекинг, Петропавловск-Камчатски, Ростов-на-Дону, Санкт Петербург, Хабаровск, Хатанга)
- Росија (Хабаровск)
- Сибавиатранс (Братск, Игарка, Новосибирск, Улан-Уде, Чита)